# Magic & Mayhem – Tales from the Early Years
Magic & Mayhem - Tales from the Early Years é uma coletânea de remakes e dos três primeiros álbuns de estúdio da banda finlandesa de progressivo/death/doom Metal Amorphis lançado em meados de Setembro de 2010. 
Adicionalmente um cover da canção "Light My Fire" do The Doors também foi incluido como bónus.
Maioria das faixas cantadas por Tomi Joutsen porém em algumas faixas o ex-vocalista e atual guitarrista da banda Tomi Koivusaari também resolve soltar a voz, coisa que não acontecia desde 1997.

## Faixas
| Nº | Título                        | Álbum Original                | Duração |
| -- | ----------------------------- | ----------------------------- | ------- |
| 1  | "Magic and Mayhem"            | Tales from the Thousand Lakes | 5:24    |
| 2  | "Vulgar Necrolatry"           | The Karelian Isthmus          | 4:44    |
| 3  | "Into Hiding"                 | Tales from the Thousand Lakes | 3:53    |
| 4  | "Black Winter Day"            | Tales from the Thousand Lakes | 3:55    |
| 5  | "On Rich and Poor"            | Elegy                         | 5:24    |
| 6  | "Exile of the Sons of Uisliu" | The Karelian Isthmus          | 3:56    |
| 7  | "The Castaway"                | Tales from the Thousand Lakes | 5:56    |
| 8  | "Song of the Troubled One"    | Elegy                         | 4:14    |
| 9  | "Sign from the North Side"    | The Karelian Isthmus          | 5:04    |
| 10 | "Drowned Maid"                | Tales from the Thousand Lakes | 4:11    |
| 11 | "Against Widows"              | Elegy                         | 4:19    |
| 12 | "My Kantele"                  | Elegy                         | 6:49    |
| 13 | "Light My Fire" (The Doors)   | Black Winter Day              | 2:45    |

## Desempenho nas paradas musicais
| Parada musical (2010)            | Posição |
| -------------------------------- | ------- |
| Finlândia - Finnish Albums Chart | 8       |
| Hungria - Hungarian Albums Chart | 6       |

## Integrantes
- Tomi Joutsen – vocal
- Tomi Koivusaari – guitarra e vocal
- Esa Holopainen – guitarra
- Niclas Etelävuori – baixo
- Santeri Kallio – teclados
- Jan Rechberger – bateria